# Carl Wenig
Carl Wenig (en russe : Карл Богданович Вениг), né le 14 (26) février 1830 à Revel et mort le 24 janvier (6 février) 1908 à Saint-Pétersbourg, est un peintre allemand de la Baltique, sujet de l'Empire russe. 
C'est le frère aîné du peintre Johann Gottlieb Wenig (1837-1872).

## Biographie
Carl Wenig est le fils d'un professeur de musique, Gottlieb Friedrich Wenig, organiste et violoniste à l'église luthérienne Saint-Nicolas de Revel. Sa mère, née Agathe Fabergé, est la tante du célèbre joaillier Carl Fabergé. La famille déménage à Saint-Pétersbourg en 1848, où le père travaille pour la direction des théâtres impériaux.
Il étudie à l'école de l'académie impériale des beaux-arts de Saint-Pétersbourg, à la classe de peinture d'histoire du recteur Fiodor Bruni (1799-1875). Une grande médaille d'or lui est décernée en 1854 pour son tableau Esther devant Artaxerxès, ce qui lui permet d'obtenir une bourse de pensionnaire à Rome. Son tableau Les Anges annonçant la chute de Sodome (1862) lui vaut de devenir professeur à l'académie, poste qu'il occupe jusqu'en 1894.
Wenig est l'auteur de tableaux de scènes de genre, de scènes bibliques et de portraits et scènes historiques. Il reçoit également des commandes de portraits.
Il eut notamment comme élèves, entre autres  Abram Arkhipov et  Sergueï Vinogradov.

## Œuvres

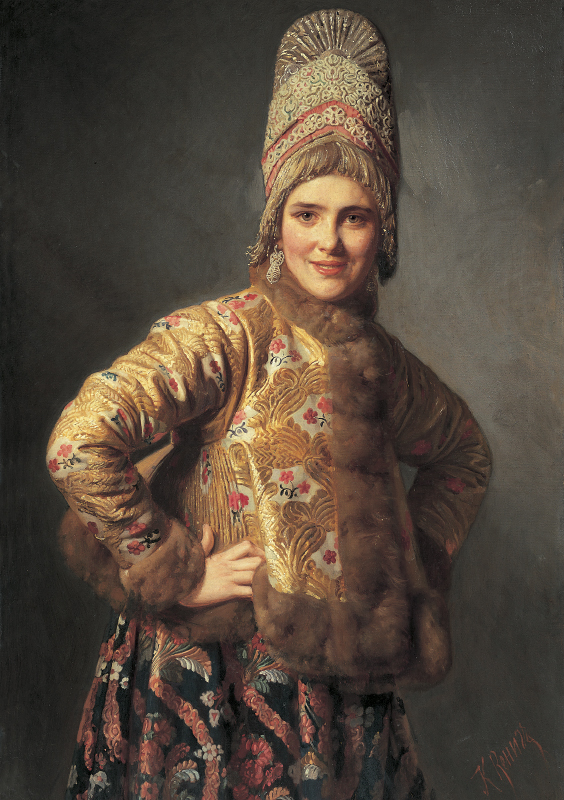
Jeune paysanne russe
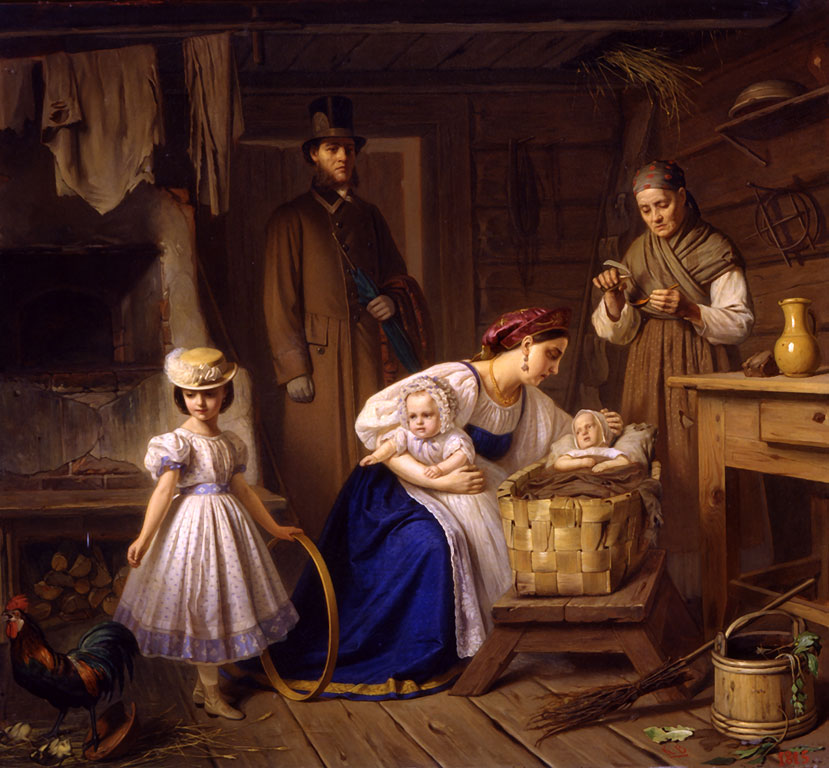
La Nourrice visitant son enfant malade (1860-1866)
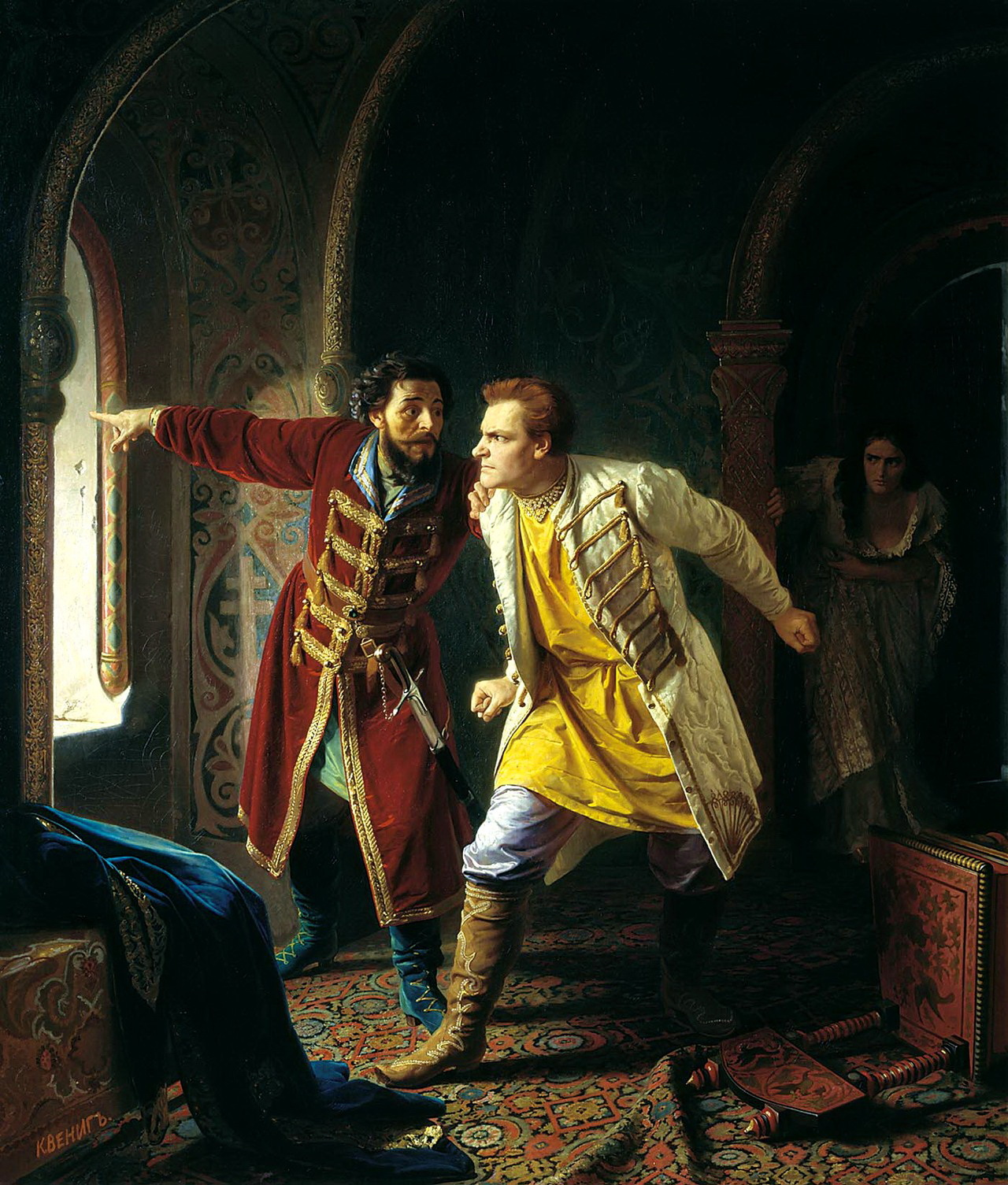
Les Derniers moments du Faux Dimitri (1879)
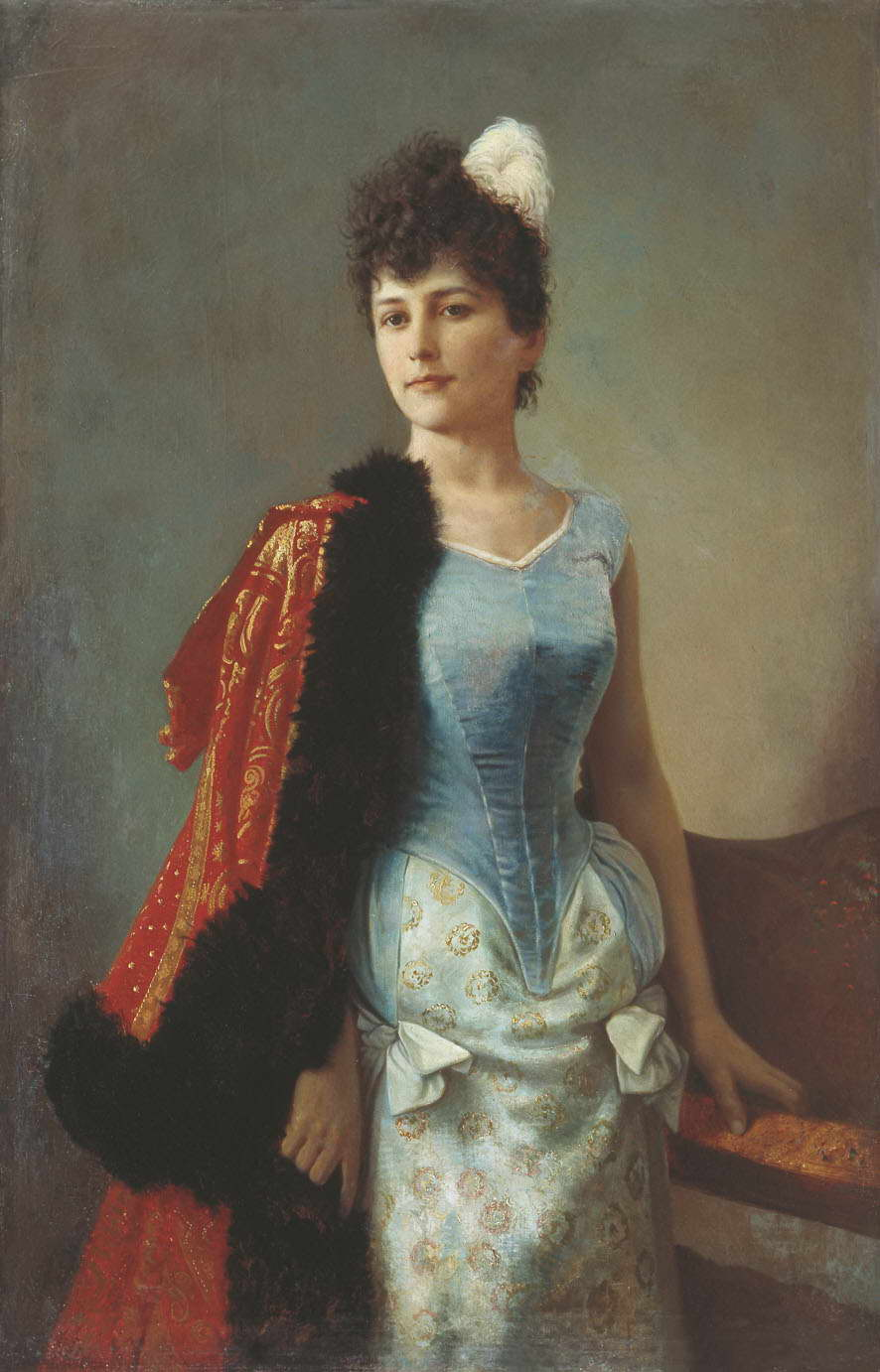
Portrait de dame